# Enoploides gryphus
Enoploides gryphus är en rundmaskart som beskrevs av Christian Wieser och Stephen Donald Hopper 1067. Enoploides gryphus ingår i släktet Enoploides och familjen Enoplidae. Inga underarter finns listade i Catalogue of Life.